# العلاقات الدنماركية المغربية
العلاقات الدنماركية المغربية تشير إلى العلاقات الدبلوماسية بين الدنمارك والمغرب. الدنمارك لديها سفارة في الرباط والمغرب لديه سفارة في كوبنهاغن. الدنمارك تقوم بإرسال المساعدات إلى المغرب كجزء من  برنامج الشراكة الدنماركية-العربية.
في يناير 2008، زار وزير الخارجية الدنماركي بير ستيغ مولر المغرب من أجل افتتاح السفارة الدنماركية في الرباط.
في عام 2006، بلغ مجموع الصادرات الدنماركية إلى المغرب إلى حوالي 203 مليون دولار أمريكي، أما حجم الصادرات المغربية إلى الدنمارك فقد بلغ حوالي 18 مليون دولار أمريكي.
في يونيو 2004، قال وزير الخارجية الدنماركي بير ستيغ مولر أن بلده «لا تعترف بالسيادة المغربية على الصحراء الغربية»، واعتبر الوجود المغربي في الصحراء الغربية «غير شرعي» و «غير مقبول».
في يناير 2011، شدد وزير الخارجية الدنماركي لين إسبرسن على أن: «حقوق الإنسان ولا سيما حرية التجمع وحرية الصحافة، هو جزء أساسي من استمرار الحوار الثنائي بين الدنمارك والمغرب».
وفي سنة 2024، اعتبرت مملكة الدنمارك خطة الحكم الذاتي، التي تقدم بها المغرب سنة 2007، مساهمة جادة وموثوقة في العملية الجارية للأمم المتحدة وأساسا جيداً لحل متفق عليه بين جميع الأطراف.

## التاريخ
بدأت العلاقات الدبلوماسية بين الدنمارك والمغرب في عام 1957. افتتح المغرب بعد ذلك بعامين، سفارته في أوسلو، النرويج والتي كانت معتمدة في الدنمارك. في عام 1999، أغلقت الدنمارك سفارتها في المغرب لأسباب تتعلق بالميزانية. في عام 2006، الدنمارك إعادة فتح سفارتهم في الرباط البلدين المطلوب لتعزيز العلاقات الثنائية والتجارة. في تشرين الثاني / نوفمبر 2008، الدانماركية الأميرة ماري زار المغرب إلى ناحية أكثر من 3500 صناديق ليغو للأعمال الخيرية.

## الاتفاقات
في 25 يوليو 1767 وقعت معاهدة بين الدنمارك والمغرب.
في ديسمبر 1976، وقعت الدنمارك والمغرب اتفاقاً اقتصادياً وتقنياً.
وفي مايو  2003، تم توقيع اتفاق بين البلدين يُعنى بحماية الاستثمارات المتبادلة. وفي عام 2004، المغرب والدنمارك توقعان اتفاقا للتنقيب عن النفط  في سواحل طرفاية.